# Тузла Сити
«Тузла Сити» — футбольный клуб из одноименного города Боснии и Герцеговины. Выступает в высшем дивизионе страны — Премьер-Лиге. В сезоне 2021/22 команда заняла рекордное для себя 2-е место и впервые получила право выступления в еврокубках.

## Достижения
Премьер лига:
- Вице-чемпион: 2021/22.

Первая лига ФБиГ:
- Чемпион: 17/18.

Вторая лига ФБиГ:
- Чемпион: 2014/15; 2015/16.

## Выступления в Еврокубках
| Сезон   | Турнир                | Раунд                   | Соперник  | Дома | В гостях | Общий счёт |
| ------- | --------------------- | ----------------------- | --------- | ---- | -------- | ---------- |
| 2022/23 | Лига конференций УЕФА | Первый отборочный раунд | Тре Пенне | 6:0  | 2:0      | 8:0        |
| 2022/23 | Лига конференций УЕФА | Второй отборочный раунд | АЗ        | 0:4  | 0:1      | 0:5        |